# Iveco Eurotech
L'Iveco Eurotech è un autocarro destinato al trasporto pesante prodotto dall'Iveco di Torino.
Nel 1992 esordisce la gamma Eurotech, destinataria di notevoli apprezzamenti sia in Italia sia in Europa in generale. Presentato come sostituto del Turbotech (1990-1992), portò in casa Iveco il premio International Truck of the Year nel 1993, per la seconda volta consecutiva, dopo il grandissimo successo riscontrato dal medio-leggero Eurocargo.
Fu inizialmente presentato con sei motorizzazioni differenti, tre diverse configurazioni, una vasta scelta di cambi e tre differenti cabine.

## Motorizzazioni
| Nome            | Cilindrata | Potenza |
| --------------- | ---------- | ------- |
| Iveco 8360.46   | 7685 cc    | 239 hp  |
| Iveco 8360.46   | 7685 cc    | 266 hp  |
| Iveco 8460.41 C | 9495 cc    | 300 hp  |
| Iveco 8460.41 K | 9495 cc    | 345 hp  |
| Iveco 8460.41 L | 9495 cc    | 375 hp  |
| Iveco 8210.42 L | 13798 cc   | 420 hp  |

## Configurazioni
- Motrice 4x2 (siglato 180E o 190E);
- Motrice 6x2 con terzo asse originale Iveco (siglato 240E);
- Trattore stradale 4x2 (siglato 440E).

## Scelta del cambio di velocità
- Iveco a 9 rapporti avanti più 1 retromarcia, ad innesto sincronizzato;
- Eaton-Fuller TS11612 e TS13612 a 12 rapporti avanti più 3 retromarce, ad innesto non sincronizzato;
- ZF 16S151 e 16S221 a 16 rapporti avanti più due retromarce, ad innesto sincronizzato.
- ZF Eurotronic ad innesto automatizzato, introdotto a partire dal 1996 e disponibile solo sui modelli da 375 cavalli.

## Scelta della cabina
- Cabina corta con tetto basso;
- Cabina profonda con tetto basso;
- Cabina profonda con tetto rialzato.

Si noti che a qualsiasi cabina si potevano abbinare parafanghi sottili o pesanti a scelta, anche se di serie erano previsti sottili per i modelli da 230, 270 e 300 cavalli, pesanti per tutti gli altri.
Inoltre per alcune versioni per utilizzi più gravosi, per esempio cave o sterrati, c'era come optional il paraurti rialzato coi fari dell'EuroTrakker.
L'intera gamma risultava essere composta dalle seguenti versioni:
- 180E24, 180E27, 180E30, 180E34;
- 190E24, 190E27, 190E30, 190E34, 190E38, 190E42;
- 240E27, 240E30, 240E34, 240E38, 240E42;
- 400E30, 440E34, 440E38, 440E42.

Motori Cursor
- 240E35, 240E39, 240E43;
- 440E35, 440E38, 440E42.